# Oscaruddelingen 1966
Oscaruddelingen 1966 var den 38. oscaruddeling, hvor de bedste film fra 1965 blev hædret af Academy of Motion Picture Arts and Sciences. Uddelingen blev afholdt 18. april i Santa Monica Civic Auditorium i Santa Monica, Californien, USA. 
Uddelingen blev transmitteret live af ABC, og det var første gang dette blev gjort i farver.

## Priser
| Bedste Film | Bedste Instruktør |
| --- | --- |
| - The Sound of Music - Doctor Zhivago - Darling - A Thousand Clowns - Narreskibet | - Robert Wise – The Sound of Music - David Lean – Doctor Zhivago - John Schlesinger – Darling - William Wyler – Offer for en samler - Hiroshi Teshigahara – Kvinden i sandet |
| Bedste Mandlige Hovedrolle | Bedste Kvindelige Hovedrolle |
| - Lee Marvin – Cat Ballou - Laurence Olivier – Othello - Rod Steiger – Pantelåneren - Oskar Werner – Narreskobet - Richard Burton – Spionen der kom ind fra kulden | - Julie Christie – Darling - Julie Andrews – The Sound of Music - Elizabeth Hartman – Et strejf af solskin - Simone Signoret – Narreskibet - Samantha Eggar – Offer for en samler |
| Bedste Mandlige Birolle | Bedste Kvindelige Birolle |
| - Martin Balsam – A Thousand Clowns - Frank Finlay – Othello - Tom Courtenay – Doctor Zhivago - Michael Dunn – Narreskibet - Ian Bannen – Vinger til fugl Føniks | - Shelley Winters – Et strejf af solskin - Ruth Gordon – Inside Daisy Clover - Maggie Smith – Othello - Peggy Wood – The Sound of Music - Joyce Redman – Othello |
| Bedste Originale Manuskript | Bedste Filmatisering |
| - Darling – Frederic Raphael - En moderne Casanova – Agenore Incrocci , Furio Scarpelli , Mario Monicelli , Tonino Guerra , Giorgio Salvioni og Suso Cecchi D'Amico - Pigen med paraplyerne – Jacques Demy - Toget – Franklin Coen og Frank Davis - Disse prægtige mænd i deres flyvende maskiner, eller hvordan jeg fløj fra London til Paris på 25 timer og 11 minutter – Jack Davies og Ken Annakin       | - Doctor Zhivago – Robert Bolt - A Thousand Clowns – Alun Owen - Cat Ballou – Walter Newman og Frank Pierson - Narreskibet – Abby Mann - Offer for en samler – Stanley Mann og John Kohn |
| Bedste Udenlandske Film | Bedste Sang |
| - Butikken på hovedgaden ( Tjekkoslovakiet) - Kwaidan ( Japan) - Kære John ( Sverige) - Ægteskab på italiensk ( Italien) - To homa vaftike kokkino ( Grækenland) | - "The Shadow of Your Smile" fra Du skal ikke begære – Musik af Johnny Mandel og Tekst af Paul Francis Webster - "The Ballad of Cat Ballou" fra Cat Ballou – Musik af Johnny Livingston og Tekst af Mack David - "I Will Wait for You" fra Pigen med paraplyerne – Musik af Michel Legrand og Tekst af Jacques Demy - "The Sweetheart Tree" fra Alle tiders race – Musik af Henry Mancini og Tekst af Johnny Mercer - "What's New Pussycat?" from What's New Pussycat? – Musik af Burt Bacharach og Tekst af Hal David |
| Bedste Dokumentar | Bedste Korte Dokumentar |
| - The Eleanor Roosevelt Story - The Battle of the Bulge... The Brave Rifles - The Forth Road Bridge - Let My People Go: The Story of Israel - Mourir à Madrid | - To Be Alive! - Mural on Our Street - Nyitany - Point of View - Yeats Country |
| Bedste Kortfilm | Bedste Korte Animationsfilm |
| - Le Poulet - Fortress of Peace - Skaterdater - Snow | - The Dot and the Line: A Romance in Lower Mathematics - Clay or the Origin of Species - La gazza ladra |
| Bedste Originale Musik | Bedste Bearbejdede Musik |
| - Doctor Zhivago – Maurice Jarre - Et strejf af solskin – Jerry Goldsmith - Pigen med paraplyerne – Michel Legrand og Jacques Demy - Michelangelo - smerte og ekstase – Alex North - The Greatest Story Ever Told – Alfred Newman | - The Sound of Music – Irwin Kostal - Pigen med paraplyerne – Michel Legrand - Cat Ballou – Frank De Vol - A Thousand Clowns – Don Walker - 3 piger i Madrid – Lionel Newman og Alexander Courage |
| Bedste Lydeffekter | Bedste Lyd |
| - Alle tiders race – Treg Brown - Von Ryan's Ekspres – Walter Rossi | - The Sound of Music – James Corcoran, Fred Hynes - Flammer over Virginia – Waldon O. Watson - Doctor Zhivago – A.W. Watkins, Franklin Milton - Michelangelo - smerte og ekstase – James Corcoran - Alle tiders race – George Groves |
| Bedste Scenografi, Sort og Hvid | Bedste Scenografi, Farver |
| - Narreskibet – Robert Clatworthy, Joseph Kish - King Rat – Robert Emmet Smith, Frank Tuttle - Et strejf af solskin – George Davis, Urie McCleary, Henry Grace, Charles S. Thompson - Stemmen i telefonen – Hal Pereira, Jack Poplin, Robert R. Benton, Joseph Kish, Elliot Scott, Henry Grace og Robert R. Benton - Spionen der kom ind fra kulden – Hal Pereira, Tambi Larsen, Ted Marshall, Josie MacAvin | - Doctor Zhivago – John Box, Terence Marsh, Dario Simoni - TMichelangelo - smerte og ekstase – John DeCuir, Jack Martin Smith, Dario Simoni - The Greatest Story Ever Told – Richard Day, William Creber, David S. Hall, Ray Moyer, Fred M. MacLean, Norman Rockett - Inside Daisy Clover – Robert Clatworthy, George James Hopkins - The Sound of Music – Boris Leven, Walter M. Scott, Ruby Levitt |
| Bedste Fotografering, Sort og Hvid | Bedste Fotografering, Farver |
| - Narreskibet – Ernest Laszlo - Første sejr – Loyal Griggs - King Rat – Burnett Guffey - Morituri – Conrad Hall - En strejf af solskin – Robert Burks | - Doctor Zhivago – Freddie Young - Michelangelo - smerte og ekstase – Leon Shamroy - Alle tiders race – Russell Harlan - The Greatest Story Ever Told – William C. Mellor og Loyal Griggs - The Sound of Music – Ted D. McCord |
| Bedste Kostumer, Sort og Hvid | Bedste Kostumer, Farver |
| - Darling – Julie Harris - Morituri – Moss Mabry - En kvindes begær – Howard Shoup - Narreskibet – Jean Louis og Bill Thomas - Stemmen i telefonen – Edith Head | - Doctor Zhivago – Vittorio Nino Novarese - Michelangelo - smerte og ekstase – Vittorio Nino Novarese - The Greatest Story Ever Told – Marjorie Best og Vittorio Nino Novarese - Inside Daisy Clover – Edith Head og Bill Thomas - The Sound of Music – Dorothy Jeakins |
| Bedste Klipning | Bedste Visuelle Effekter |
| - The Sound of Music – William H. Reynolds - Cat Ballou – Charles Nelson - Doctor Zhivago – Norman Savage - Vinger til fugl Føniks – Michael Luciano - Alle tiders race – Ralph E. Winters | - Agent 007 i ilden – John Stears - The Greatest Story Ever Told – Jim Danforth |

### Irving G. Thalberg Memorial Award
William Wyler 

### Jean Hersholt Humanitarian Award
Edmond L. DePatie 